# Cis quadricornis
Cis quadricornis es una especie de coleóptero de la familia Ciidae.

## Distribución geográfica
Habita en Madagascar.